# Weberbauerocereus
Weberbauerocereus Backeb. è un genere di piante della famiglia delle Cactacee.
Il nome del genere ricorda il botanico tedesco August Weberbauer (1871 – 1948), studioso della flora delle Ande peruviane.

## Tassonomia
Il genere comprende le seguenti specie:
- Weberbauerocereus albus F.Ritter
- Weberbauerocereus cephalomacrostibas (Werderm. & Backeb.) F.Ritter
- Weberbauerocereus churinensis F.Ritter
- Weberbauerocereus cuzcoensis Knize
- Weberbauerocereus madidiensis Quispe & A.Fuentes
- Weberbauerocereus rauhii Backeb.
- Weberbauerocereus weberbaueri (K.Schum. ex Vaupel) Backeb.
- Weberbauerocereus winterianus F.Ritter